# Werner Ackermann
Emil Hermann Werner Ackermann, auch bekannt unter den Pseudonymen Rico Gala, Robert Landmann, W.A. Fieldmann oder W.A. Kermann (* 28. Dezember 1892 in Antwerpen, Belgien; † 10. Mai 1982 in Mbabane, Swasiland) war ein deutschsprachiger Schriftsteller, Verleger und zeitweise Miteigentümer der Künstlerkolonie Monte Verità in Ascona/Schweiz.

## Leben
Werner Ackermann wurde 1892 in Antwerpen als Sohn des deutschen Buchhändlers Rudolf Ackermann und seiner Frau Elli, geb. Koeving geboren. Seine Eltern betrieben eine internationale Buchhandlung am Place Verte in Antwerpen, unweit der Kathedrale.
Der Vater Rudolf Ackermann stammte aus Könnern in der preußischen Provinz Sachsen, wo die Familie eine Ziegelei und eine Grube besaß, und war in der zweiten Hälfte des 19. Jahrhunderts nach Antwerpen ausgewandert; die Mutter war die Tochter deutscher Emigranten in den USA. Antwerpen hatte sich an der Wende zum 19. Jahrhundert wieder zu einer europäischen Handelsmetropole entwickelt; vor allem niederländische und deutsche Kaufleute (Seehandel, Reederei, Seeversicherung, Fell- und Wollhandel) waren zugewandert. Den deutschen Kaufleuten waren deutsche Handwerker, Hausangestellte, Ladenbesitzer und Gastronomen gefolgt. Um 1910 lebten über 8000 Deutsche in Antwerpen.
Werner Ackermann hegte zeitlebens große Sympathien für den Philosophen Max Stirner und propagierte ein kompromissloses weltbürgerliches Denken der Individuen, das den egoistischen und aggressiven Nationalstaat ablehnt. Er selbst bezeichnete sich als großen Glücksmenschen, worunter er nicht das „Gutestubenglück“ mit Geld und gesicherter Position verstand, sondern seinen steten Glauben an sich und seinen steten Sinn.

### Kindheit und Jugend
Werner Ackermann verbrachte seine Kindheit mit seinen beiden Geschwistern, dem älteren Eduard und der jüngeren Hilde, in der elterlichen Wohnung über der Buchhandlung am Place Verte in Antwerpen.
Ab 1898 besuchte Werner Ackermann die 1882 gegründete Deutsche Schule in Antwerpen. Die Schule war zweisprachig (Deutsch und Französisch) und genoss einen sehr guten Ruf. Die Geschwister Ackermann galten als unartig. Werner Ackermann musste die Schule wechseln und war zeitweise auf einem Internat im Deutschen Reich. Ackermann wuchs in einem bildungsbürgerlichen Milieu mit deutschnationaler, lutherischer Prägung auf. Der Vater war der belesene Buchhändler, die Mutter die Geschäftsfrau. Das Verhältnis zu den Eltern war gut. In einem späteren Brief an die Eltern schrieb Werner Ackermann:

„Ich stehe – was uns angeht – durchaus nicht auf dem Standpunkt, dass Alt und Jung sich nicht verstehen können, denn gerade durch Eure Erziehung und Euren Willen zu unserem, Eurer Kinder, Glück habt Ihr gezeigt, dass Ihr im besten Sinne modern seid.“

Ackermann verfasste während der Schulzeit erste Theaterstücke, die er an Max Reinhardt schickte. Dieser soll ihn zum weiteren Schreiben ermuntert haben.
1909 entschied sich Werner Ackermann für die deutsche Staatsbürgerschaft, was er später schwer bereute.

### Erste berufliche Erfahrungen
Nach einem kurzen Studium an der privaten Journalisten Hochschule von Richard Wrede in Berlin (1912/1913) vermittelten ihm die Eltern eine Anstellung beim Touring Club Suisse in Genf. Während dieser Zeit verfasst er die beiden Stücke Größe und Der große Junge.

### Erster Weltkrieg
Werner Ackermann meldete sich nach Ausbruch des Ersten Weltkriegs als Kriegsfreiwilliger auf deutscher Seite und kam als Unteroffizier bei der Feldartillerie an der belgischen und französischen Front zum Einsatz. Seine anfängliche Kriegsbegeisterung verwandelte sich schon nach wenigen Monaten über eine Kriegsernüchterung in einen Pazifismus, der für seine weitere politische Entwicklung prägend sein sollte. Im September 1916 wurde er verletzt und landete im Reservelazarett VII in Hannover-Herrenhausen, wo er versuchte seine Genesung so lange wie möglich hinauszuzögern.

### Studium und Heirat
Am 16. November 1917, also noch vor Kriegsende, nahm er als Leutnant d. R. das Studium der Literaturwissenschaft an der Friedrich-Wilhelms-Universität Berlin auf, das er jedoch im Frühjahr 1919 wieder abbrach. Anfang 1920 heiratete er in Berlin Hedwig Emma Ota Boehme (1894–1986), Tochter eines Eisenbahningenieurs aus Hannover. Beide lehnten die Institution Ehe ab, benötigten aber den Trauschein, um an eine Wohnung zu kommen. Im November 1921 wurde die Tochter Sonja geboren.

### Verleger und Miteigentümer des Monte Verità
Nach der vorzeitigen Beendigung des Studiums wurde Werner Ackermann in Berlin Teilhaber der Verlage Ackermann & Pungs sowie Morawe & Scheffelt. Er veröffentlichte u. a. Werke von Hans Bethge, Eugen Georg und Jeremias Gotthelf. Auch zwei Farblithographien von Lou Albert-Lasard, die Albert Einstein darstellen, wurden herausgegeben. Die wirtschaftlichen Umstände des Verlagswesens in der Anfangsphase der Weimarer Republik gestalteten sich jedoch immer schwieriger.
Der Zusammenbruch des deutschen Finanzsystems und die Hyperinflation veranlassten Werner Ackermann schließlich im August 1923 die Verlage zu verkaufen und woanders nach einer besseren Zukunft zu suchen. Mit seinen Berliner Freunden, dem Maler Hugo Wilkens und dem Rezitator und Kunstgewerbler Max Bethke, beschloss er, von Henri Oedenkoven die Künstlerkolonie Monte Verità in Ascona zu erwerben. Ein Teil des fehlenden Kapitals wurde von Verwandten seines Schwagers William Werner, der einer reichen Antwerpener Industriellenfamilie entstammte, zugeschossen.
Am 1. Februar 1924 wurde der Monte Verità nach größeren Renovierungs- und Umbauarbeiten als Künstlerhotel offiziell eröffnet. Dem Künstlerhotel Monte Verità war kein wirtschaftlicher Erfolg beschieden. Auf Druck der belgischen Geldgeber mussten Wilkens und Ackermann bereits im Herbst 1924 wieder aus der Eigentümergemeinschaft ausscheiden, wenig später wurde die Künstlerkolonie an den ehemaligen Bankier des deutschen Kaisers, Baron Eduard von der Heydt, verkauft. Ackermann und Wilkens blieben jedoch beide mit ihren Familien in Ascona. Werner Ackermann freundete sich mit dem russischen Baron Eduard von Erdberg, dem Biologen und Naturforscher Karl Soffel, dem Schriftsteller Max Picard und dem späteren Marionettentheaterregisseur Jakob Flach an.
Werner Ackermann war nun freier Schriftsteller. Neben Artikeln für Schweizer Zeitungen entstanden seit 1925 Beiträge für Die Weltbühne, die satirische Zeitschrift Das Stachelschwein von Hans Reimann und Die Annalen von Walter Muschg. Der Schwerpunkt seiner Arbeit lag allerdings bei seinen Theaterstücken. Er schrieb in dieser Zeit u. a. die Stücke Die Brücke, Fünf Akte Lotterie und Flucht nach Shanghai. Gelegentlich trat er mit dem deutschnationalen Dichter Werner von der Schulenburg und dem Dadaisten und Surrealisten Hans Arp bei Lyrik-Lesungen im Haus seines Schwagers William Werner auf. Er sah sich selbst als Kopfarbeiter und verlangte in einer polemischen Replik auf einen Artikel in der Zeitschrift der KPD Die Front, dass der Literat, der frei vom bürgerlichen Dünkel ist, wohl verlangen kann, dass ihm der Handarbeiter ohne Dünkel gegenübertritt.

„Das kleine und mittlere Bürgertum (ist) eine Masse von irregeleiteten, betrogenen, armseligen, ausgebeuteten Proletariern“. „Hand oder Kopf – man kocht uns alle in einem Topf.“

Ackermann immer wieder interessierendes Thema war der Kolonialismus. In einem Essay nahm er 1927 den kritischen Reisebericht André Gides über den Kongo zum Anlass, sich mit den wieder auflebenden Kolonialinteressen in der Weimarer Republik auseinanderzusetzen, ein Interesse, das bis ins sozialistische Milieu hineinreichte. Für Ackermann war, im Unterschied zu Gide, der Kolonialismus zwangsläufig durch unbegrenzte Gewaltherrschaft charakterisiert und damit verbrecherisch. Daran sollte man sich aus seiner Sicht als Bürger nicht mitschuldig machen. Frühzeitig kritisierte er den Rassismus der weißen Siedler in Südafrika und sah den Befreiungskampf der Schwarzen bereits am Horizont heraufziehen, allerdings mit der Hoffnung, dass sich der Klassenkampf dem Rassenkampf hinzugesellen würde.
Auch an der Debatte um die Paneuropa-Idee von Graf Richard Nikolaus Coudenhove-Kalergi beteiligte sich Werner Ackermann 1926 und 1930. Zu den Mitgliedern der Paneuropa-Union gehörten u. a. Franz Werfel, Thomas Mann und Albert Einstein. Coudenhove und andere, darunter auch der Herausgeber der Weltbühne Carl von Ossietzky, sahen in einem geeinten Europa einen Ausweg aus der heraufziehenden Kriegsgefahr. Ackermann sah in der Paneuropa-Idee eine Gefahr, weil sie „ohne den ständigen Ausblick auf Weltstaat, proletarische Internationale oder herrschaftslose Gesellschaft ein Spielball zwischen unvereinbaren Interessen – also eine Bombe“ (bleiben müsse). Für Ossietzky eine Verkennung der damaligen Etappe europäischer Entwicklung.
Die Vorstellung von der Staatenlosigkeit fand sich partiell wieder in den Grundsätzen der Cosmopolitischen Union, die er 1928 zusammen mit Kurt Zube und Ulrich von Beckerath gründete und deren provisorisches Sekretariat in Ascona eingerichtet wurde. Die Cosmopolitische Union wurde mit dem Machtantritt Hitlers 1933 wieder aufgelöst, viele ihrer Mitglieder gingen in die innere oder äußere Emigration. Trotzdem blieb Ackermann der Idee vom Weltstaat treu und wurde nach dem Zweiten Weltkrieg Mitglied in Joe Heydeckers Weltstaatliga.

### Erste Erfolge
Nach seiner Rückkehr nach Berlin Ende 1928 bemühte sich Werner Ackermann verstärkt um die Aufführung seiner Theaterstücke. Im Februar 1930 wurde sein Stück Flucht nach Shanghai von Fritz Jessner am Schauspielhaus Königsberg uraufgeführt. Eine bereits 1929 geplante Aufführung am Staatlichen Schauspiel zu Berlin unter der Regie von Leopold Jessner kam nicht mehr zustande, nachdem Jessner die Generalintendanz auf politischen Druck hatte aufgeben müssen. Herbert Ihering, einer der führenden Theaterkritiker der Weimarer Zeit, sah darin eine verpasste Gelegenheit für das Berliner Theater und schrieb:

„Ackermann schreibt ein Stück mit starken Wirkungsmöglichkeiten. Es hat eine Fabel (nach einer Anregung von Holitscher), aus der sich alles entwickelt. Es ist Kunst, Gestaltung.“

Am 26. Oktober 1930 kam es noch zu einer einmaligen Aufführung des Stücks in einer Nachtvorstellung des Lessingtheaters in Berlin unter der Regie des jungen Max Ophüls.
1930 wurde das Theaterstück Kleists Tod, das Werner Ackermann zusammen mit dem Juden und Kommunisten Siegfried Lönnerstädter geschrieben hatte, als Hörspiel im Schweizer Radio uraufgeführt. Mit Lönnerstädter verfasste er auch die Funkgroteske Dr. Eisenbart. Es folgte im Januar 1931 die Uraufführung von Fünf Akte Lotterie am Frankfurter Künstler-Theater.
Daneben führte Werner Ackermann Auftragsarbeiten durch. Der Käufer des Monte Verità, Baron Eduard von der Heydt, beauftragte ihn ein Buch über die Geschichte der Künstlerkolonie zu schreiben, das 1930 im Adalbert Schultz Verlag, Berlin erschien und bis heute immer wieder aufgelegt wurde. Der pazifistische Druckereibesitzer und Verleger Paul Riechert finanzierte Ackermann 1931 einen halbjährigen Aufenthalt in St. Tropez, um über den Kampf des italienischen Sozialisten Matteotti gegen Mussolini zu recherchieren. Seit 1927 erschien bei Riechert die Deutsche Zukunft, ein Antikriegsblatt, und 1929 das eigenständige Beiblatt Die Friedensfront unter der Leitung von Arnold Kalisch als offizielles Organ der „Bund der Kriegsdienstgegner“. Zu deren Autoren gehörte auch Marcel van Diest, den Ackermann in Brüssel wiedertreffen sollte. Auf der Basis der Recherchen schrieb Ackermann den Roman Wehe dem Sieger und das gleichnamige Theaterstück. Die erste Auflage des Romans wurde kurz vor Auslieferung 1932 durch die SA, die den Riechert-Verlag stürmte und demolierte, fast vollständig vernichtet.

### Europäisches Exil
Werner Ackermann machte sich keine Illusionen über den heraufziehenden Nationalsozialismus. Im Herbst 1932 verließ er Berlin und zog mit Familie zu seinen Eltern in den Kunstkaten von Ahrenshoop, den die Eltern 1919 erworben hatten. 1933 verließ er schließlich Deutschland aus Gesinnungsgründen, wie er später sagte. Es folgten zwölf unruhige Jahre. Verzweifelt versuchte er sich 1933 zunächst in Zürich bei der Schwester, danach in Istanbul und auf Ibiza eine neue Existenz aufzubauen. Alle Projekte scheiterten. Schließlich kehrte er mit Frau und Kind an seinen Geburtsort Antwerpen zurück, wo er als deutscher Flüchtling eine aufenthaltsrechtlich und wirtschaftlich prekäre Existenz führte.
Werner Ackermann hielt sich mit Übersetzungen einzelner Werke von Stijn Streuvels, Elisabeth Zanke und Antoon Coolen über Wasser. Kurzzeitig arbeitete er bei Klaus Manns Exil-Zeitschrift Die Sammlung mit. Es entstanden die Stücke Langusten für das Volk, Der Minnesänger, Dolores und Juan und Das Mädchen aus Prag. Einzelne Stücke wurden als Hörspiele bei Radio Suisse und bei Radio Paris gesendet.

### In der Wehrmacht
Zu Beginn des deutschen Überfalls auf Belgien wurde Werner Ackermann als feindlicher Ausländer von den belgischen Behörden am Rande der Pyrenäen in Südfrankreich interniert. Während der Internierung stellte er einen Aufnahmeantrag bei der Fremdenlegion, der aber abgelehnt wurde. Nach der Besetzung Belgiens wurden die Internierten, darunter auch Ackermann, von der deutschen Militärverwaltung repatriiert. Werner Ackermann begann danach in Brüssel als Übersetzer für die Abwehrstelle (Ast) Brüssel unter Karl Krazer zu arbeiten. Dieser war Monarchist und Hitlergegner und hielt eine schützende Hand über Ackermann, als diesem von der NSDAP-Ortsgruppe Antwerpen u. a. wegen seines 1934 gestellten Antrags auf eine belgische carte d’identité politische Unzuverlässigkeit vorgeworfen wurde. Mehrere danach folgende Verhöre durch den Sicherheitsdienst des Reichsführers SS (SD) blieben folgenlos. Im August 1942 wurde Werner Ackermann zum aktiven Wehrdienst der Wehrmacht einberufen und bei der Marinespionage in Antwerpen eingesetzt. Nach der Auflösung der Ast Brüssel im Herbst 1943 wurde er an die Abwehrstelle Köln überstellt und geriet im April 1945 in Bad Wildungen in amerikanische Kriegsgefangenschaft.

### Nachkriegsjahre in der Bundesrepublik
Nach der Entlassung aus der Kriegsgefangenschaft im August 1946 siedelte sich Werner Ackermann in Weinheim an der Bergstraße an. Er hoffte darauf, in einem vom Nationalsozialismus befreiten Deutschland an die erfolgreichen späten 1920er und frühen 1930er Jahre anknüpfen zu können. Der Auftakt schien vielversprechend. Mehrere seiner Hörspiele kamen in den folgenden Jahren bei den Radiosendern Saarbrücken, Stuttgart, Wien und Halle zur Aufführung. Die Theaterstücke Kinder aus Spanien und Langusten für das Volk wurden uraufgeführt, und sein Matteotti-Roman wurde 1947 in der Bundesrepublik und 1950 in der DDR verlegt.
Ackermann freundete sich mit dem Schauspieler und Regisseur Herbert G. Doberauer, dem Maler Willi Baumeister und dem Galeristen Egon Günther an. Günther stellte als einer der Ersten nach dem Zweiten Weltkrieg Beckmann, Kirchner, Feininger, Dix, Klee und andere von den Nationalsozialisten verfemte Maler wieder aus. Er zeigte auch bereits afrikanische Kunst, die damals noch „Negerplastik“ hieß. Der heraufziehende Kalte Krieg führte jedoch alsbald zu Schwierigkeiten. In der Bundesrepublik erlahmte im Zuge der Restauration das Interesse an dem kapitalismuskritischen Autor der Weimarer Republik, und für die DDR war Ackermann im Zuge der Stalinisierung ideologisch fragwürdig geworden. So wurde sein Roman Ein Toter besiegt Mussolini über den Sozialistenführer Matteotti nach der Gründung der SED von den DDR-Behörden kurz nach Drucklegung beschlagnahmt und danach nicht wieder aufgelegt.

### Zweites Exil in Südafrika und Tod
Werner Ackermann war von Deutschland mehr und mehr beruflich und politisch enttäuscht und entschloss sich 1951 auf Einladung seines alten Freundes Hugo Wilkens nach Südafrika auszuwandern. Wilkens war mit seiner zukünftigen jüdischen Frau bereits 1936 nach Südafrika emigriert. Abgeschnitten von den deutschen Theatern und dem deutschen Verlagswesen einerseits und vorwiegend im Kontakt mit anderen deutschen Emigranten in Südafrika (insbesondere mit dem Journalisten Alfred Futran und dem Galeristen Egon Günther) blieb Werner Ackermann jedoch isoliert und weitgehend auf sich selbst zurückgeworfen. In einem Brief an Wilhelm Fraenger schrieb er 1955:

„Ich lebe seit über 4 Jahren im Ausland, vollkommen losgelöst vom ‚Betrieb‘, habe keinen Kontakt mit Theaterleuten, gehöre zu keiner Clique und arbeite ohne Widerhall.“

Es entstanden noch Kurzgeschichten und einige Theaterstücke, bis auf das Kriminalstück Mord ohne Spuren kamen letztere aber nicht mehr zur Aufführung. Werner Ackermann lebte überwiegend von kleineren und größeren Zeitungsartikeln, die sich großenteils mit Afrika befassten. Politisch wollte er sich unter dem Apartheid-Regime in Südafrika, das er verabscheute, nicht mehr betätigen, denn:

„Ich habe im Leben mit viel Lehrgeld gelernt, abzuwägen (……) Vom Mut um jeden Preis halte ich nichts. Verzeihen Sie mir das, wenn Sie eine Schuld darin sehen. Vor mir bin ich nicht schuldig.“

Werner Ackermann verstarb im Mai 1982 bei seiner Tochter in Mbabane/Swasiland.

## Zum Werk

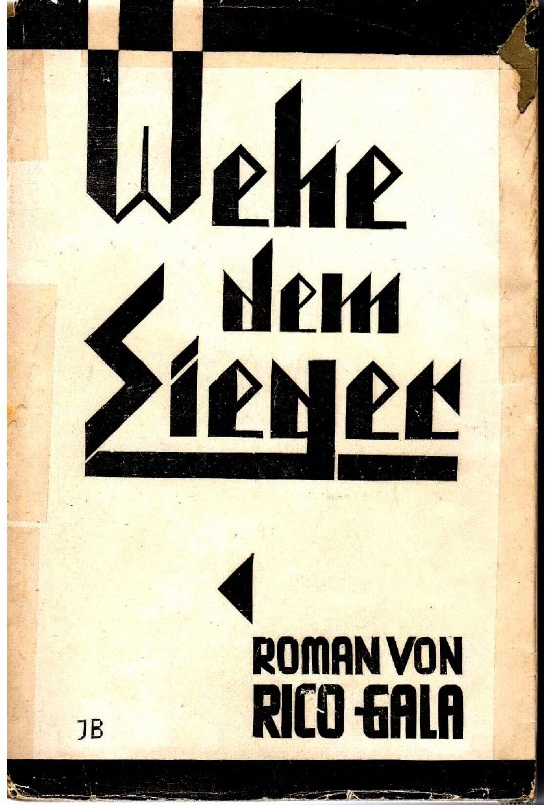
Verlagseinband der Erstausgabe des Romans Wehe dem Sieger

Werner Ackermann verfasste über 20 Theaterstücke, 2 Romane, mehrere Erzählungen, zahlreiche Essays und unter dem Pseudonym Robert Landmann ein bis heute verlegtes Sachbuch über die Geschichte des Monte Verità. Ackermann galt Anfang der 30er Jahre als junger begabter Dramatiker.
Das von der Kritik gelobte Stück Flucht nach Shanghai kreist um das Schicksal entflohener, zaristischer Emigranten im Frachtraum eines Schiffes, das sich auf dem Weg nach China befindet. In Fünf Akte Lotterie (Uraufführung am Frankfurter Künstler-Theater 1931) geht es um einen jungen, adligen Lebemann, der über beide Ohren verschuldet ist und um die Einhaltung oder Nicht-Einhaltung von gesellschaftlichen Regeln bei der Lösung dieses Schuldenproblems. Kleist sucht den Tod, aufgeführt als Hörspiel 1930, behandelt die finanzielle Not und das prekäre Dasein eines Künstlers. Eine dramatische Fassung des Romans Wehe dem Sieger über den Kampf Matteottis gegen Mussolini (1930), fand bei dem Kritiker Herbert Ihering in seiner ursprünglichen Gestalt wenig Gegenliebe. Er fand es zu parodistisch und gleichzeitig nicht sarkastisch genug. Ob Werner Ackermann es danach umgeschrieben hat, ist nicht bekannt. In Langusten für das Volk (1935/1936, uraufgeführt 1950) geht es um den Raubtierkapitalismus des Direktors einer Langustenfirma, der nach Auswegen in der Wirtschaftskrise sucht und dabei die Arbeiter zugrunde gehen lässt und die Aktionäre über den Tisch zieht.
Ackermanns Kapitalismuskritik war dabei nie einseitig ideologisch und von heldenhaften Arbeitern begleitet. In einer Kritik der Aufführung Langusten für das Volk in der Zeitung Neues Deutschland wurde ihm geradewegs vorgeworfen:
„Dem kapitalistischen Profitsystem stehen entweder nur korrumpierte Arbeiter gegenüber oder solche, die in der Nebelwelt religiöser oder individualistischer Vorstellungen haften bleiben.“
Kinder aus Spanien (1938; Uraufführung 1947 oder 1948) behandelt das Schicksal von zwei Kindern aus Spanien während des Spanischen Bürgerkriegs und ihr Leben als Heranwachsende im Exil in Frankreich.
An seinem Roman Wehe dem Sieger unter dem Pseudonym Rico Gala wurde das Reportagenhafte kritisiert und sein zweiter Roman Der schwarze Fink blieb ebenso unveröffentlicht wie seine Gedichtsammlungen.
Eine Beurteilung seines literarischen Gesamtwerkes steht bis heute aus.

## Werke

### Theaterstücke
- Größe. (Drama), Antwerpen 1913.
- Der große Junge. (Komödie in 3 Aufzügen), Antwerpen 1914.
- Die Brücke. (Schauspiel in 3 Akten), Ascona 1925.
- Flucht nach Shanghai. (französ.: La cargaison fantôme.) (Schauspiel in 5 Bildern), Berlin 1927/1928; 1930 uraufgeführt.
- Kleist sucht den Tod. (Romantische Tragödie in 5 Szenen), Berlin 1929; 1931 uraufgeführt als Hörspiel.
- Der Apostel von Steisserbach. (Komödie in 3 Akten), Berlin 1930.
- Fünf Akte Lotterie. (französisch: Le duel américain/Jeux de Hasard) (Komödie in 5 Akten); 1931 uraufgeführt.
- Der Kümmerling. Auch: Der Sturz vom Seil. (Tragikomödie in 5 Akten), Ascona/Berlin 1928/1931.
- Staat ohne Volk. Oder: Wehe dem Sieger. (Drama in 5 Akten), St. Tropez 1931; 1950 uraufgeführt als Hörspiel.
- Dr. Eisenbart. (Komödie), Antwerpen 1934.
- Langusten für das Volk. (Drama in 5 Akten), Antwerpen 1934/1935; 1949 uraufgeführt.
- Kinder aus Spanien. Auch: Dolores und Juan. (Schauspiel in 5 Akten), Brüssel 1938; 1947 uraufgeführt.
- Das Mädchen aus Prag. Brüssel/Paris 1939.
- Das Loch in der Mauer. (Schauspiel), Weinheim 1949; 1950 uraufgeführt als Hörspiel.
- Stern auf den Hügeln. Weinheim 1950.
- Das Gold der Bolleboers. (Südafrikanisches Lustspiel in 3 Akten), Johannesburg 1952.
- Der Dicke aus Lille. (Komödie in 3 Akten), Johannesburg 1953.
- Mord ohne Spuren. (Kriminalstück in 5 Akten), Johannesburg 1954; 1968 uraufgeführt.

### Romane, Erzählungen
- Der schwarze Fink. Ascona 1924.
- Wehe dem Sieger. Paul Riechert-Verlag, Heide/Holsten 1932.
- Matteotti besiegt Mussolini. Schwerdtfeger Verlag, Karlsruhe 1947 (Veränderte Neufassung von Wehe dem Sieger)
  - Ein Toter besiegt Mussolini. Mitteldeutscher Verlag, Halle o. J. [1950] (Dasselbe unter anderem Titel)
- Urwald in der großen Stadt. Pohl-Verlag, München 1956.

### Gedichte
- Visionen und letzte Spiele. Johannesburg o. J.

### Sachbücher
- Ascona – Monte Verità. Adalbert Schultz Verlag, Berlin 1930; Neuauflage Huber Verlag, Frauenfeld 2009.